# Echinopepon wrightii
Espèce
Echinopepon wrightii est une espèce de plantes à fleurs de la famille des Cucurbitaceae.